# Toges
Toges ist eine französische Gemeinde mit 95 Einwohnern (Stand 1. Januar 2022) im Département Ardennes in der Region Grand Est. Sie gehört zum Arrondissement Vouziers, zum Kanton Vouziers und zum Gemeindeverband Argonne Ardennaise.

## Nachbargemeinden
Umgeben wird Toges von den Nachbargemeinden Quatre-Champs im Norden, Belleville-et-Châtillon-sur-Bar im Nordosten, Boult-aux-Bois im Südosten sowie Ballay im Süden und Westen.

## Bevölkerungsentwicklung
| Jahr                       | 1962 | 1968 | 1975 | 1982 | 1990 | 1999 | 2007 | 2018 |
| Einwohner                  | 155  | 134  | 115  | 105  | 96   | 94   | 91   | 103  |
| Quellen: Cassini und INSEE |      |      |      |      |      |      |      |      |

## Sehenswürdigkeiten

Kirche Saint-Fiacre

- Kirche Saint-Fiacre